# Cessna Citation II
Cessna Citation II là loại máy bay đầu tiên trong seri Model 550 thuộc dòng máy bay Citation, do Cessna chế tạo.

## Biến thể
- Citation II (Model 550)[1][2]
- T-47A (Model 552)
- Citation II/SP (Model 551)[1][3]
- Citation S/II (Model S550)[1][4]
- Citation Bravo (Model 550)[5][6][7]

## Quốc gia sử dụng

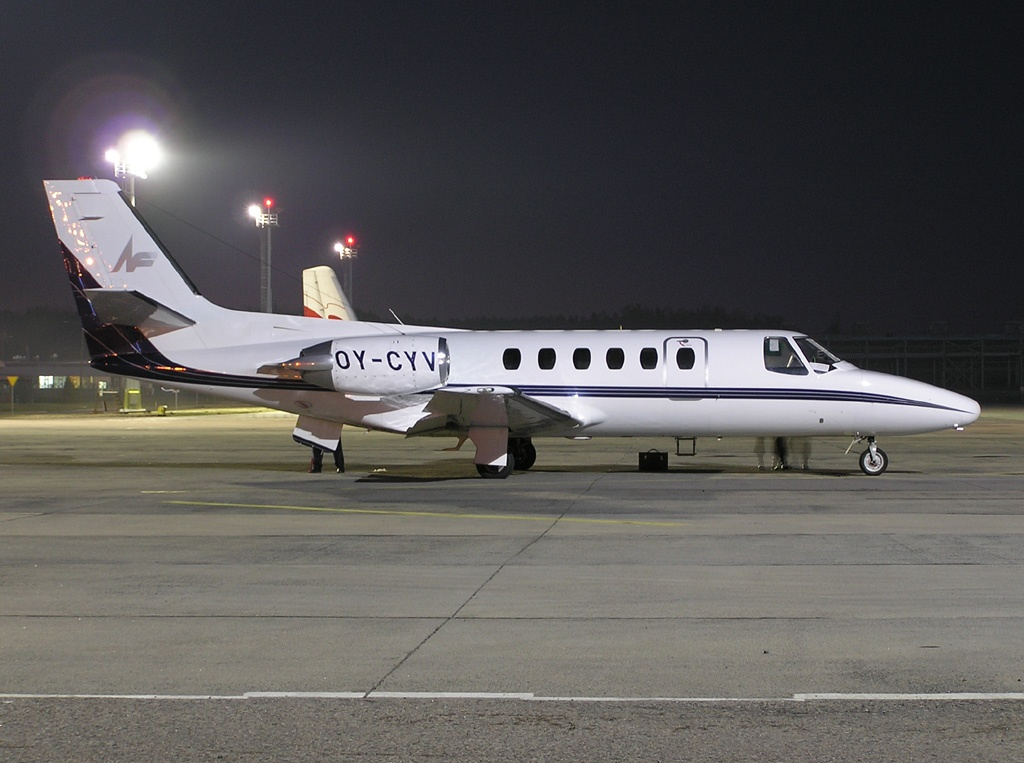
North Flying năm 2004

### Quân sự
Argentina
- Lục quân Argentina

 Colombia
 Ecuador
- Lục quân Ecuador[8]

 Myanmar
- Không quân Myanmar

 Nigeria
- Không quân Nigeria

 Pakistan
- Lục quân Pakistan[9]

 Ả Rập Xê Út
 Nam Phi
- Không quân Hoàng gia Ả rập Saudi

 Tây Ban Nha
- Không quân Tây Ban Nha
- Hải quân Tây Ban Nha[10]
- Cảnh sát quốc gia Tây Ban Nha

 Thụy Điển
- Không quân Thụy Điển

 Thổ Nhĩ Kỳ
- Không quân Thổ Nhĩ Kỳ

 Hoa Kỳ
- Hải quân Hoa Kỳ

 Venezuela
- Không quân Venezuela[11]

## Tính năng kỹ chiến thuật (Cessna S550 Citation SII)

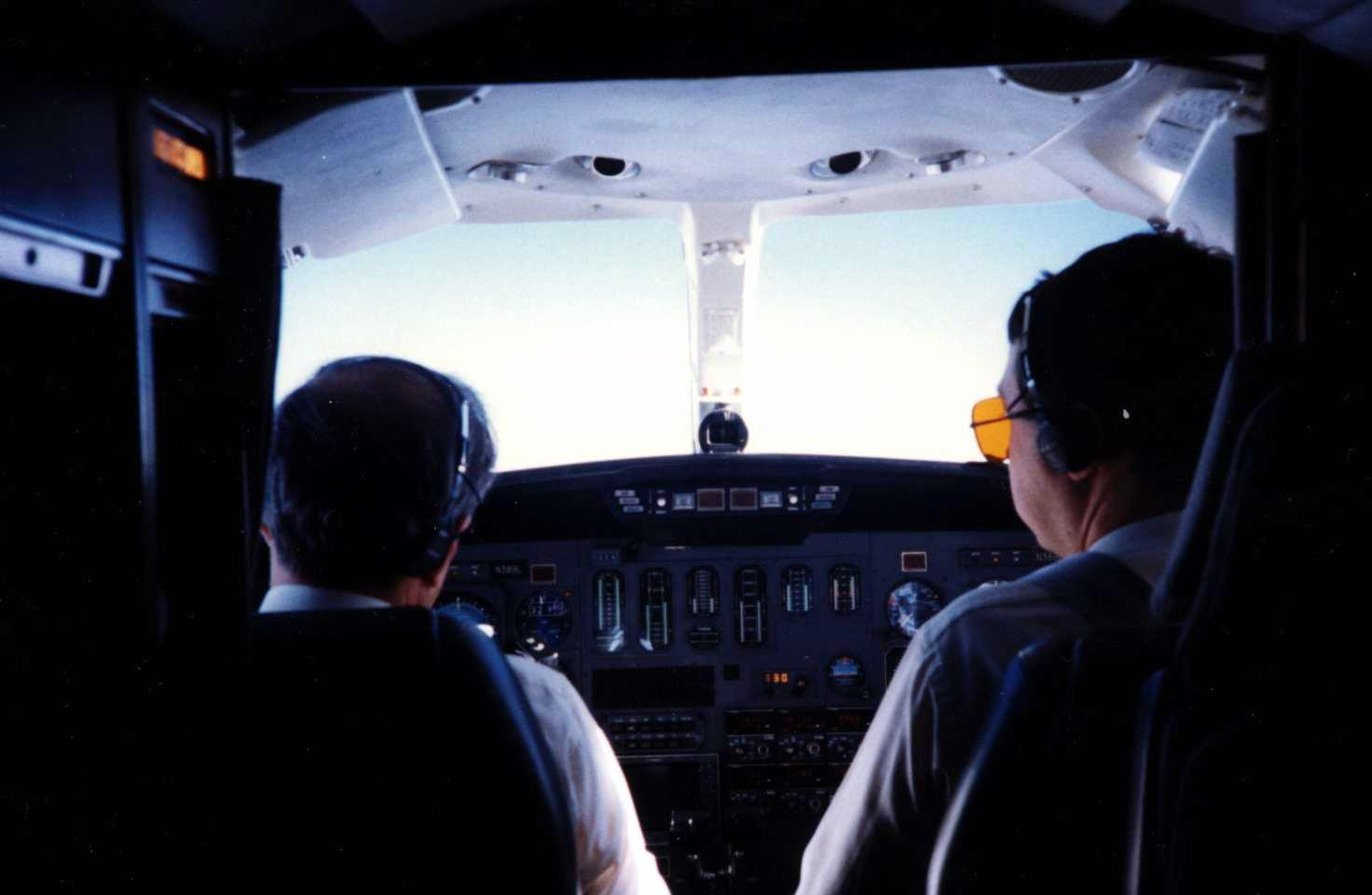
Cessna S550 Citation II

Dữ liệu lấy từ Jane's All The World's Aircraft 1993-94 
Đặc điểm tổng quát
- Tổ lái: 2
- Sức chuyên chở: 8 hành khách
- Chiều dài: 47 ft 8½ in (14,39 m)
- Sải cánh: 51,7 ft (15,90 m)
- Chiều cao: 15 ft 0 in (4,57 m)
- Diện tích cánh: 342,6 ft² (31,83 m²)
- Trọng lượng rỗng: 8.059 lb (3.655 kg)
- Trọng lượng cất cánh tối đa: 15.100 lb (6.849 kg)
- Động cơ: 2 × Pratt & Whitney Canada JT15D-4B kiểu turbofan, 2.500 lbf (11,12 kN) mỗi chiếc

 Hiệu suất bay 
- Vận tốc hành trình: 403 knot (464 mph, 746 km/h,.7 Mach) trên độ cao 35.000 ft (10.670 m)
- Thất tốc: 82 knot (94 mph, 152 km/h)
- Tầm bay: 1.998 hải lý (2.300 mi, 3.701 km)
- Trần bay: 43.000 ft (13.100 m)
- Vận tốc leo cao: 3.040 ft/phút (15,4 m/s)